# Satyrus sarita
Satyrus sarita är en fjärilsart som beskrevs av Ramon Agenjo Cecilia 1963. Satyrus sarita ingår i släktet Satyrus och familjen praktfjärilar. Inga underarter finns listade.